# Гулянський Йосип Павлович
Йосип Павлович Гулянський (нар. 7 січня 1923, Муроване — пом. 15 грудня 1985, Львів) — український радянський майстер гутного скла; член Спілки художників України з 1968 року.

## Білграфія
Народився 7 січня 1923 року в селі Мурованому (тепер Самбірський район Львівської області, Україна). У 1938–1958 роках працював у Львові на підприємствах художнього скла; у 1962–1973 роках — на Львівській кераміко-скульптурній фабриці Художнього фонду УРСР. Брав участь у всеукраїнських і всесоюзних виставках з 1957 року.
Жив у Львові в будину на вулиці Карельській, 20, квартира 11. Помер у Львові 15 грудня 1985 року.

## Творчість
Працював галузі декоративного мистецтва (гутне скло). Роботи виконував у техніках видування й ліплення із багатобарвного скла. Приділяв увагу скульптурним елементам. Серед робіт вази для квітів, графини, десертні прибори, анімалістичні скульптури, зокрема:
- набір для напоїв «Жовтий півник» (1959);
- вази — «Супутник» (1959), «Вертикаль» (1964), «Похмурий полудень» (1972);
- графини — «Білі овали» (1959), «Червоний зигзаг» (1962), «Зоряний» (1978); «Качка» (1965);
- анімалічтичні скульптури «Ведмедики», «Півник. Попільниця» (1960-ті).

Твори майстра тиражувалися на Львівській кераміко-скульптурній фабриці. Вироби зберігаються у Музеї етнографії і художнього промислу, Музеї українського народного декоративного мистецтва.